# Bupleurum freitagii
Bupleurum freitagii är en flockblommig växtart som beskrevs av Karl Heinz Rechinger. Bupleurum freitagii ingår i släktet harörter, och familjen flockblommiga växter. Inga underarter finns listade i Catalogue of Life.